# Сражение при Годове
Сражение при Годове (пол. Bitwa pod Hodowem) — сражение между польскими и татарскими войсками в селе Годов в 1694 году во время польско-турецкой войны (1683–1699). Из-за огромной диспропорции сил это сражение иногда называют Польскими Фермопилами.
На юго-восточной границе Речи Посполитой, особенно в Подолье, регулярно происходили татарские нападения. В июне 1694 года татары вторглись в очередной раз с целью получить ясырь. Для отпора им были отправлены две кавалерийские группы — первая из Окопов Святой Троицы под командованием Константина Загоровского и вторая — из Шанца Панны Марии под командованием Миколая Тышковского. Это были группы из 100 гусар и 300 панцирников.
Первое столкновение произошло на полях у села Годов, где польская конница атаковала татарский авангард численностью около 500-600 конников. Поляки захватили двух мурз. После этого столкновения поляки, понимая, что основные силы противника еще не подошли и что в бою с подавляющим численным превосходством татар у них нет шансов, отступили к селу Годов. Там кавалеристы спешились и создали баррикады, использовав заборы, столы, бочки и тому подобное. В течение пяти-шести часов из огнестрельного оружия они отражали атаки татар, иногда вступая в рукопашный бой. Татары время от времени вели стрельбу из луков и предпринимали попытки штурма. Когда закончились боеприпасы, защитники вместо пуль стреляли наконечниками татарских стрел, вставленными в стволы ружей.
Не сумев победить защитников, татары послали липков, или польских татар, потребовать капитуляции. Поляки отказались, поэтому из-за значительных потерь татары отошли к Каменец-Подольскому, который тогда был ими занят. Благодаря эффективной обороне дальнейшее татарское нашествие было остановлено.
В ходе боя большая часть защитников была ранена, несколько десятков убиты. Константин Загоровский скончался от ран через три дня после боя. Миколай Тышковский был взят в плен татарами, а затем освобожден.
В 1695 году Собеский приказал построить им памятник, сохранившийся до наших дней.